# 达斯坦

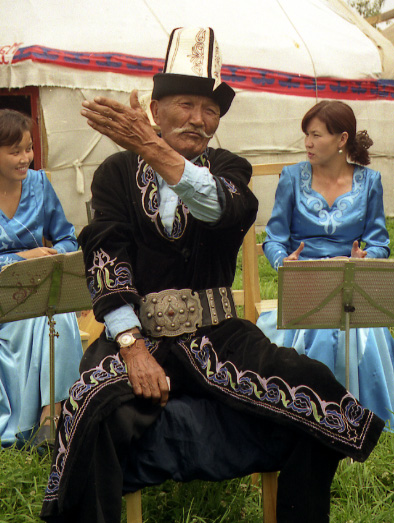
卡拉科爾表演达斯坦的艺人

达斯坦（波斯語：‎，拉丁转写：dâstân）是哈萨克族等中亚民族的一种说唱兼备、有乐器伴奏的文学、音乐艺术，也是十二木卡姆的第二部分:13，演唱者被称为“达斯坦奇”，均为男性:20-22，依靠家族或师徒制度传承:28。

## 历史
“达斯坦”这个词本身意思有很多，包括“故事”、“小说”、“传说”、“童话”、“曲调”、“旋律”、“音乐”等等:15-16。据伊明·吐尔逊：“乐器伴奏演唱的各类故事都称为‘达斯坦’”:16。
“达斯坦”是维吾尔族是从波斯人那里借来的词，本来是波斯民间的一种文学体裁。11-12世纪的维吾尔语中並沒有“达斯坦”一词，后来随着大量阿拉伯和波斯语词汇入维吾尔文学中，“达斯坦”才出现:17（见维吾尔族达斯坦）。

## 构成
达斯坦伴奏的乐器包括热瓦甫、都它尔、弹布尔、萨帕依、达普等，最常见的是热瓦甫和都它尔。:23
达斯坦有弹唱和说唱两种形式，在不同的场合表演的达斯坦不同。婚礼、出生礼、起名礼、宴会和割礼等有时间限制的时候，一般采用弹唱，内容主要是一些情歌或小故事，这也是最常见的达斯坦。在大型节日（如肉孜节、古尔邦节和怒肉孜节）、麦西热甫和麻扎上则采用说唱形式。:23-24
达斯坦奇常会即兴添加内容。他们以2至5人为一组。:25

## 曲目
达斯坦主要以传统曲目为主，新编曲目不多。主要的传统曲目包括《阿布都热合曼汗霍加》、《苏丹巴依孜》、《依皮塔那麦》等:30。